# Maxime Daniel
Pour les articles homonymes, voir Daniel.
Maxime Daniel, né le 5 juin 1991 à Rennes, est un coureur cycliste français, professionnel de 2013 à 2019.

## Biographie
Maxime Daniel débute en 2003 au Vélo Club Saint Hilaire puis à l'Étoile cycliste rennaise. Il intègre, à la sortie des juniors, l'équipe de division nationale Sojasun espoir-ACNC, basée à Noyal-Châtillon-sur-Seiche, en Ille-et-Vilaine.
En 2012, il remporte le ZLM Tour (manche de la Coupe des Nations espoirs) et termine 5e du Tour des Flandres espoirs. Ses bonnes performances lui permettent d'être recruté par l'équipe professionnelle Sojasun, avec laquelle il signe un contrat de deux ans.

### Carrière professionnelle

#### 2013: les débuts avec Sojasun
Pour ses débuts professionnels en 2013, Maxime Daniel est troisième de la première étape du Tour méditerranéen en février. Au mois d'août, il remporte sa première victoire professionnelle lors du 75e Tour du Portugal. Il passe près du succès à l'arrivée de la première étape où il règle le sprint du peloton, seulement devancé par Alexander Serov, parti dans les derniers hectomètres. Il se rattrape six jours plus tard. Cette fois-ci personne ne précède le peloton et Maxime Daniel s'adjuge la sixième étape à l'issue d'un sprint massif, bien protégé par Yannick Talabardon puis lancé par Jimmy Engoulvent.

#### 2014-2016: AG2R La Mondiale
À l'issue de cette saison, tandis que l'équipe Sojasun disparaît, Maxime Daniel est recruté pour trois ans par la formation AG2R La Mondiale. Il commence l'année 2014 en Australie, au Tour Down Under, dans l'anonymat des classements. Il s'octroie par la suite quelques accessits lors de différentes épreuves comme le Tour du Poitou-Charentes où il se classe second de la première étape derrière Mark Cavendish.
Avec l'équipe de France, il remporte l'épreuve de poursuite par équipe de l'Open des nations disputé à Roubaix (avec Julien Morice, Julien Duval et Corentin Ermenault) au deuxième semestre de l'année 2015.

#### 2017-2019: dernières saisons chez Fortuneo/Arkéa
Au mois de novembre 2016, il s'engage avec l'équipe continentale professionnelle française Fortuneo-Vital Concept. Retenu avec sa nouvelle équipe pour participer à Paris-Nice dans l'optique d'épauler Daniel McLay, il doit finalement renoncer à l'épreuve, souffrant d'une tendinite à la cheville contractée après les premières classiques flandriennes. Sur la Ronde de l'Oise, il passe proche de la victoire, 2e de la deuxième et de la quatrième étape, devancé par Yannis Yssaad puis Jordan Levasseur. Le 21 juin, en Belgique, il termine 4e de Halle-Ingooigem, remportée par Arnaud Démare, puis 7e du GP Cerami mi-juillet. En août, sur le Tour de l'Ain, il complète le podium lors d'une étape dédiée aux sprinters, précédé par Nacer Bouhanni et Samuel Dumoulin. Le 16 août, son équipe annonce sa prolongation pour deux saisons supplémentaires. 
En 2018, il se distingue lors du week-end de Coupe de France dans les Pays de la Loire, 5e de la Classic Loire-Atlantique puis 7e de Cholet-Pays de la Loire le lendemain. 
En 2019, il  remporte au sprint la dernière étape du Tour de la communauté de Madrid. Il engrange à cette occasion une seconde victoire professionnelle sur route dans une course inscrite au calendrier de l'UCI Europe Tour. À 28 ans, il annonce arrêter sa carrière à la fin de l'année pour devenir agriculteur à Saint-Maugan, une commune bretonne.

## Palmarès sur route
| - 2011 - 2e des Boucles de la Soule - 2e de la Route bretonne - 2e du Circuit du Morbihan - 2e du Grand Prix de Blangy-sur-Bresle - 2012 - Souvenir Louison-Bobet - ZLM Tour - 2e et 3e étapes de la Boucle de l'Artois - Classement général du Tour du Canton de Saint-Ciers - 2e de la Boucle de l'Artois - 2e du Saint-Brieuc Agglo Tour - 3e du Tour du Pays du Roumois | - 2013 - 6e étape du Tour du Portugal - 2019 - 3e étape du Tour de la communauté de Madrid |

## Classements mondiaux
| Année           | 2012 | 2013 | 2014 | 2015 | 2016 | 2017 |
| --------------- | ---- | ---- | ---- | ---- | ---- | ---- |
| UCI World Tour  |      |      | nc   | nc   | nc   |      |
| UCI Europe Tour | 290e | 229e |      |      | 547e | 390e |

## Palmarès sur piste

### Championnats de France
- 2009
  -  Champion de France de poursuite par équipes juniors (avec Emmanuel Kéo, Laurent Demeilliers et Enzo Holville)
- 2010
  - 2e de la course aux points espoirs

### Autres compétitions
- 2010
  -  Champion de Bretagne de poursuite
- 2015
  - Poursuite par équipe de l'Open des nations 2015 (avec Julien Duval, Julien Morice et Corentin Ermenault)